# کشتن تقدیر
کشتن تقدیر (انگلیسی: Destination Murder) فیلمی آمریکایی در سبک درام، جنایی و نوآر است که در سال ۱۹۵۰ منتشر شد. از بازیگران آن می‌توان به هرد هتفیلد، آلبرت دکر و جیمز فلاوین اشاره کرد.